# Guardianes del Universo
Los Guardianes del Universo son una raza ficticia de personajes de superhéroes extraterrestres que aparecen en los cómics estadounidenses publicados por DC Comics, comúnmente en asociación con Green Lantern. Aparecieron por primera vez en Green Lantern Vol. 2, número 1 (julio de 1960), y fueron creados por  John Broome y Gil Kane.
Los Guardianes del Universo son los fundadores y líderes de la agencia de aplicación de la ley interestelar conocida como Green Lantern Corps, que administran desde su mundo natal Oa en el centro del Universo. Los Guardianes se parecen a los humanos bajos de piel azul y pelo blanco. Se les describe como inmortales y son los seres vivos más antiguos creados en el Universo, pero no los primeros.

## Historia

### Contexto
Los Guardianes evolucionaron en el planeta Maltus, estando entre las primeras formas de vida inteligentes en el universo. En ese momento, eran humanoides altos, de color azul grisáceo con cabello negro, que se parecían más o menos a los humanos excepto por el color de su piel. Se convirtieron en científicos y pensadores, experimentando con los mundos que los rodeaban. Un experimento condujo a la creación de una nueva especie, los Psions. En un momento crucial, hace miles de millones de años, un maltusiano llamado Krona usó tecnología de control del tiempo para observar el comienzo del Universo. Sin embargo, este experimento, y los intentos posteriores de detenerlo, desataron el desastre sobre toda la existencia. Originalmente, el experimento dividió el Universo en el Multiverso y creó el malvado Universo Anti-Materia de Qward. Después de la destrucción retroactiva del Multiverso, se reveló que Krona inundó el comienzo del Universo con entropía causando que "naciera viejo".
Este hecho también propició que los maltusianos descubrieran que la vida se creó en el planeta que eones más tarde sería conocido como la Tierra y también del cual surgieron las entidades que representan el espectro emocional.
Sintiéndose responsables por lo sucedido, los maltusianos se trasladaron al planeta Oa (en "el centro del universo") y se convirtieron en los Guardianes. Su meta era sencilla: combatir la maldad y crear un universo ordenado. Y actuaron rápidamente para lograr su objetivo. Durante este período cambiaron también a su apariencia actual, perdiendo aproximadamente la mitad de su altura y haciendo que sus cráneos se hicieran más grandes. Ahora actúan como los líderes del Green Lantern Corps, una fuerza policial interestelar que patrulla el universo.

### Campañas
- Antes que existiera la vida en la Tierra, aprendieron a manipular lo que llamaban "el Brillo", y crearon una Batería Central para almacenar esa energía. Esta "energía" en realidad era el poder de voluntad total de los habitantes del universo. Tener acceso y manipular ese poder de voluntad le dio a los Guardianes su herramienta principal para perseguir su meta.

- Cazando a aquellos que abusaban de los más débiles, capturaron a la entidad del miedo, Parallax. Apresaron a la criatura en la Batería Central con la esperanza de encerrarla por siempre.

- El mágico Imperio de las Lágrimas fue subyugado y apresado en su mundo de Ysmault.

- Mientras intentaban despojar al universo de su magia, guardaron tanta energía mágica como pudieron en un orbe llamado el Corazón estelar (Starheart). Con el paso del tiempo, este se convertiría en el anillo y la linterna de Alan Scott.

- En Marte, los Guardianes enfrentaron a la raza destructiva conocida como "los Quemadores" y la dividieron en dos nuevas especies: los marcianos verdes y blancos. Los Guardianes cambiaron sus costumbres reproductivas y les dieron un miedo inherente al fuego para evitar que estas especies destruyeran parte del universo.

- Crearon a los robots Manhunters para patrullar el universo. Los Manhunters se rebelaron, creyendo ser superiores a los Guardianes y que deberían estar al mando, y fueron exiliados.

- El Dios loco que formaba todo el sector 3600 fue derrotado por los Guardianes y contenido en una matriz fabricada por ellos. Mostrando al sector que ellos eran sus superiores, los Guardianes lo encerraron por toda la eternidad.

- La raza con forma de insectos Tchkk-Tchkki, luego conocida como Legon, fue encerrada en tras un campo de fuerza esmeralda alrededor de su mundo.

- En Oa, se estableció a los Green Lantern Corps como reemplazo de los Manhunters. Sus tropas recibieron algo del poder de la Batería Central al que accedían vía un anillo.

- Lucharon una guerra contra Apokolips. En varias ocasiones trataron de infiltrar el hogar de Darkseid, hasta que decidieron hacer la guerra contra su dominio. Sus tropas fueron brutalmente derrotadas y dos terceras partes murieron. El ataque contra Apokolips terminó en una tregua.

### Consecuencias
La rebelión Manhunter llevó a grandes discusiones. Un grupo (los Controladores) pensaba que la única manera de proteger al universo era controlándolo. Las mujeres oanas (las Zamarons) no creyeron necesario involucrarse en los problemas del universo. Con el pasar de los años, ambas facciones evolucionaron hasta parecer completamente distintas a los Guardianes. Otros grupos también abandonaron a los Guardianes; uno de ellos se estableció en la Tierra y se transformó en el origen de las leyendas de los leprechaun. Los Manhunters se volvieron enemigos jurados de los Guardianes. La campaña de Apokolips acabó en una tregua que forzó a los Guardianes a abandonar a un soldado (Raker Qarrigat). Por miedo a que pudiera causar disenso, ordenaron que todos los registros de esa campaña fueran eliminados.

## Historia reciente
Los Guardianes fueron casi exterminados durante los sucesos de Crepúsculo Esmeralda (Emerald Twilight), siendo Ganthet el único sobreviviente. Se sacrificaron para crear un último anillo de poder, uno quizás más poderoso que todos los anteriores. Oa fue destruido en una batalla entre Parallax y Kyle Rayner, pero reconstruido durante Legado como último deseo del antiguo anillo de poder de Hal Jordan. Desde entonces, los Guardianes fueron restablecidos cuando Kyle Rayner, como Ion, recargó la Batería Central. Rayner perdió su poder y papel como Ion pero su sacrificio liberó a los espíritus de todos los Guardianes que dormían dentro de su anillo. Al principio los inmortales aparecieron como niños, pero crecieron rápidamente y muchos parecen haber recuperado la identidad que tenían con anterioridad. Sin embargo, y a diferencia de antes, los Guardianes son hombres y mujeres, y no solo hombres. Pese a que Kyle los había hecho niños para que crecieran y fueran menos fríos que sus predecesores, esto no resultó y los Guardianes son tan fríos y manipuladores como antes. Además, una de ellos (Lianna) parece haber revertido a su estado original maltusiano. Con su resurrección, comenzaron a reconstruir el Cuerpo de Linternas Verdes haciendo que los veteranos entrenen a los nuevos portadores de anillos. La reciente, nueva metamorfosis de Kyle en Ion parece ser parte de un nuevo experimento, la evolución de los Corps. Junto con este experimento, los Guardianes reforzaron Oa creando una armadura planetaria y un sistema defensivo para prevenir ataques con su contra. Dicha armadura fue destruida debido a los hechos ocurridos en la Noche más Oscura

## Lista de los Guardianes del Universo mejor conocidos
- Ganthet (ex-Guardián del Universo, creador del Cuerpo de los Linternas Azules, hoy Linterna Verde del sector 0, o sea el Planeta Oa)
- (Lianna)
- Sayd
- Appa Ali Apsa (muerto por su locura durante el retiro de los Guardianes del Universo)
- Scar (en español conocido como Cicatriz, Guardián Traidor y miembro del Cuerpo de linternas Negras)
- Krona (Guardián Traidor)
- Dawlakispokpok (renegado)
- Herupa Hando Hu
- John Stewart (único ser humano y mortal en ostentar dicho título)
- Ranakar
- Pazu Pinder Pol
- Sodam Yat (el futuro y último guardián del Universo)

## Apariencias
Prácticamente inmortales, los Guardianes se parecen a humanos pequeños (1,22 m), con cabeza grande, pelo blanco y piel azul, vestidos con túnicas rojas que llevan en el pecho un símbolo similar al anillo del Cuerpo de Linternas Verdes y la forma de su batería de poder. Poseen un conocimiento inmenso y poderes psiónicos que igualan las habilidades de los anillos de poder de sus Linternas Verdes.
En la colección Endless Nights (Noches eternas) de Neil Gaiman, una oana primitiva, Killalla del Fulgor, de apariencia Maltusiana es llamada "alto sacerdote-artista-policía". Se presume que esta sea una posible traducción de la palabra oana "guardián".
La apariencia de los Guardianes del Universo fue basada en el primer ministro de Israel de esa época, David Ben-Gurión.

## En otros medios

### Televisión
- Los Guardianes del Universo aparecen en el episodio de The Superman/Aquaman Hour of Adventure, "El mal es como el mal" con la voz de Paul Frees.
- Los Guardianes del Universo aparecen en el episodio de Superman: la serie animada, "In Brightest Day..." con la voz de Pat Musick y Peter Mark Richman. Se acercan a Superman para que ayude a Kyle Rayner a derrotar a Sinestro. Solo hay una mujer Oan, que parece ser la jefa del consejo (esto es anterior a la aparición real de las Guardianas en el Universo DC convencional).
- Los Guardianes del Universo aparecen en el episodio de la Liga de la Justicia. "In Blackest Night" con la voz de René Auberjonois . En este programa, aparecen con las mismas túnicas rojas que sus homólogos cómicos, a diferencia de los uniformes negros y verdes que vestían en Superman: The Animated Series. Representantes de los Guardianes del Universo asistieron al juicio de John Stewart donde hablaron en su defensa cuando John Stewart era supuestamente responsable de hacer explotar un planeta cuando disparó un rayo de su anillo durante su persecución de Kanjar Ro. Después del juicio, cuando se reveló que el planeta no había sido destruido y se reveló que estaba oculto por Kanjar Ro en colaboración con los Manhunters, Superman y los otros miembros de la Liga de la Justicia presentes exigieron respuestas sobre los Manhunters. El guardián principal presente declaró que los Manhunters fueron sus primeros agentes de la ley antes de iniciar el Green Lantern Corps. Los Guardianes del Universo luego intentaron defender a Oa de un ataque de los Manhunters. La Liga de la Justicia acudió en su ayuda cuando John Stewart usa el poder de su anillo combinado con el Anillo de Poder Central para destruir a los Manhunters.
- Los Guardianes del Universo aparecen brevemente al comienzo del episodio de Liga de la Justicia Ilimitada, "The Return" con la voz de Clancy Brown no acreditada. Niegan la solicitud de Stewart de dejar la Tierra y realizar un período de servicio en Oa. Incluso negaron la solicitud de John de que Kyle Rayner lo cubriera.
- Ganthet aparece en el episodio de Duck Dodgers, "The Green Loontern". Los otros Guardianes están extrañamente ausentes en este episodio.
- Los Guardianes del Universo aparecieron brevemente sin diálogo al final del episodio de Batman: The Brave and the Bold, "The Eyes of Despero". Se han colocado en el anillo de Hal Jordan para mantenerlos a salvo mientras luchaba contra Despero. Los Guardianes del Universo aparecieron más tarde en el episodio "Revenge of the Reach" con la voz de J.K. Simmons y Armin Shimerman. Explican la conexión entre el escarabajo del Blue Beetle y el Reach.
- Los Guardianes del Universo aparecen en Linterna Verde: La Serie Animada con Ganthet con la voz de Ian Abercrombie, Appa Ali Apsa con la voz de Brian George, Sayd con la voz de Susan Blakeslee, y Scar con la voz de Sarah Douglas.
- Los Guardianes del Universo aparecen en "#TheGreenRoom", un episodio de la temporada 2 de la serie animada DC Super Hero Girls. Ellos presiden una audiencia disciplinaria para Jessica Cruz, quien ha sido acusada de incumplimiento del deber relacionado con un ataque alienígena en Metrópolis.

### Película

#### Acción en vivo
Los Guardianes del Universo aparecen en la película de acción real Green Lantern (2011). Un Guardián del Universo rebelde intentó controlar las energías Amarillas del Miedo, pero fue consumido por él y se hizo conocido como Parallax. En las características especiales incluidas en la edición Blu-ray de la película, los nombres de los Guardianes que aparecen en la película se enumeran en el largometraje "Los Guardianes Revelados": Ganthet, que es el Guardián masculino que habla principalmente, de la misma manera, Sayd, la guardiana femenina, junto con Appa Ali Apsa, Scar, Raugniad, Nguanzo, Pazu, Basil, Baris, Herupa y Krona.

#### Animación
- Los Guardianes del Universo hacen una aparición en Justice League: The New Frontier con la voz de Robin Atkin Downes. Ellos guían a Hal Jordan sobre el uso de su anillo Green Lantern contra Dinosaur Island.
- Los Guardianes del Universo aparecen en la película animada Green Lantern: First Flight con Ganthet con la voz de Larry Drake, Appa Ali Apsa con la voz de William Schallert y Ranakar con la voz de Malachi Throne. A diferencia de las encarnaciones de los cómics, son completamente capaces de las emociones, a menudo discutiendo entre ellos, y también a diferencia de sus personajes de los cómics, son significativamente menos poderosos. Ranakar ve a Sinestro como su mejor Green Lantern, y no le gusta particularmente Hal Jordan. Él es el primero en defender a Sinestro cuando Hal le advierte de su engaño, a pesar de que Kilowog lo confirma y estaba dispuesto a dejar que Sinestro se explicara. Cuando Sinestro regrese con el "elemento amarillo", Ranakar se enfureció por su traición (y por ser llamado un "pequeño troll estúpido"), y acepta a Hal Jordan al derrotar a Sinestro. Ganthet era el único partidario de Hal Jordan antes que el resto de los Guardianes; incluso ayudaría Jordan cuando trata de encontrar su anillo durante la batalla contra Sinestro. Appa Ali Apsa es el más neutral de los tres Guardianes principales, y en su mayoría parece querer manejar la organización lo más suavemente posible.
- Los Guardianes del Universo aparecen en la película animada Green Lantern: Emerald Knights, con Ganthet con la voz de la personalidad de radio Michael Jackson, Appa Ali Apsa con la voz de Tony Amendola y Ranakar con la voz de Steven Blum.
- En la película animada Justice League: War, los Guardianes son mencionados varias veces por Hal Jordan. Más tarde aparecen en Justice League Dark: Apokolips War. Estaban presentes en Oa cuando Darkseid y sus Paradooms atacan y son asesinados por Darkseid.

### Videojuegos
- Los Guardianes del Universo hacen una breve aparición en el videojuego Mortal Kombat vs. DC Universe con Ganthet con la voz de Michael McConnohie y dos Guardianes sin nombre con la voz de Christopher Corey Smith y Joe J. Thomas. En el modo historia de la parte del Universo DC, informan a Green Lantern, Lex Luthor y Catwoman sobre la fusión de los universos cuando el héroe y los villanos llegan a Oa.
- Los Guardianes del Universo aparecen en Green Lantern: Rise of the Manhunters. Al igual que los cómics, los Guardianes del Universo son responsables de crear a los Manhunters algún tiempo antes de la creación del Green Lantern Corps.
- Los Guardianes del Universo hacen dos apariciones especiales en Injustice: Dioses entre nosotros. Durante el Super Move de Green Lantern, se transporta a sí mismo y a su enemigo a Oa y procede a atacar a su oponente con construcciones frente a la batería de energía central y The Guardians. En una de las escenas finales del juego, Green Lantern entrega a su contraparte y a Sinestro a los Guardianes del Universo para ser juzgados.
- Los Guardianes del Universo aparecen como NPC en Lego DC Super-Villains, con Ganthet expresado por Brian George.